# Eulonchus
Eulonchus is een vliegengeslacht uit de familie van de spinvliegen (Acroceridae).

## Soorten
- E. halli Schlinger, 1960
- E. marginatus Osten Sacken, 1877
- E. marialiciae Brimley, 1925
- E. sapphirinus Osten Sacken, 1877
- E. smaragdinus Gerstaecker, 1856
- E. tristis Loew, 1872